# Aphrodisias
Koordinaten: 37° 42′ 28″ N, 28° 43′ 19″ O

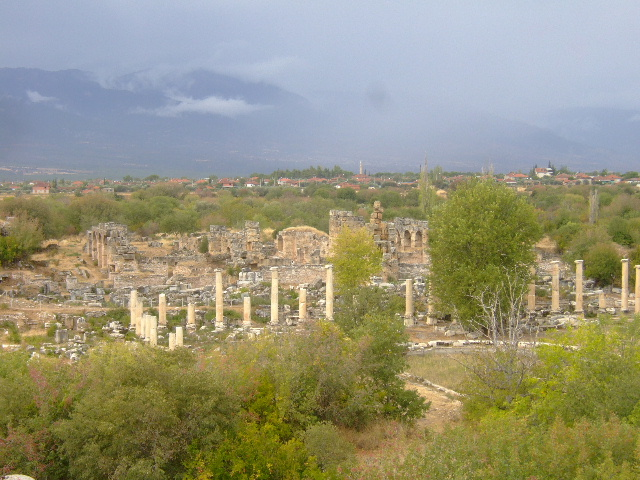
Aphrodite-Tempel

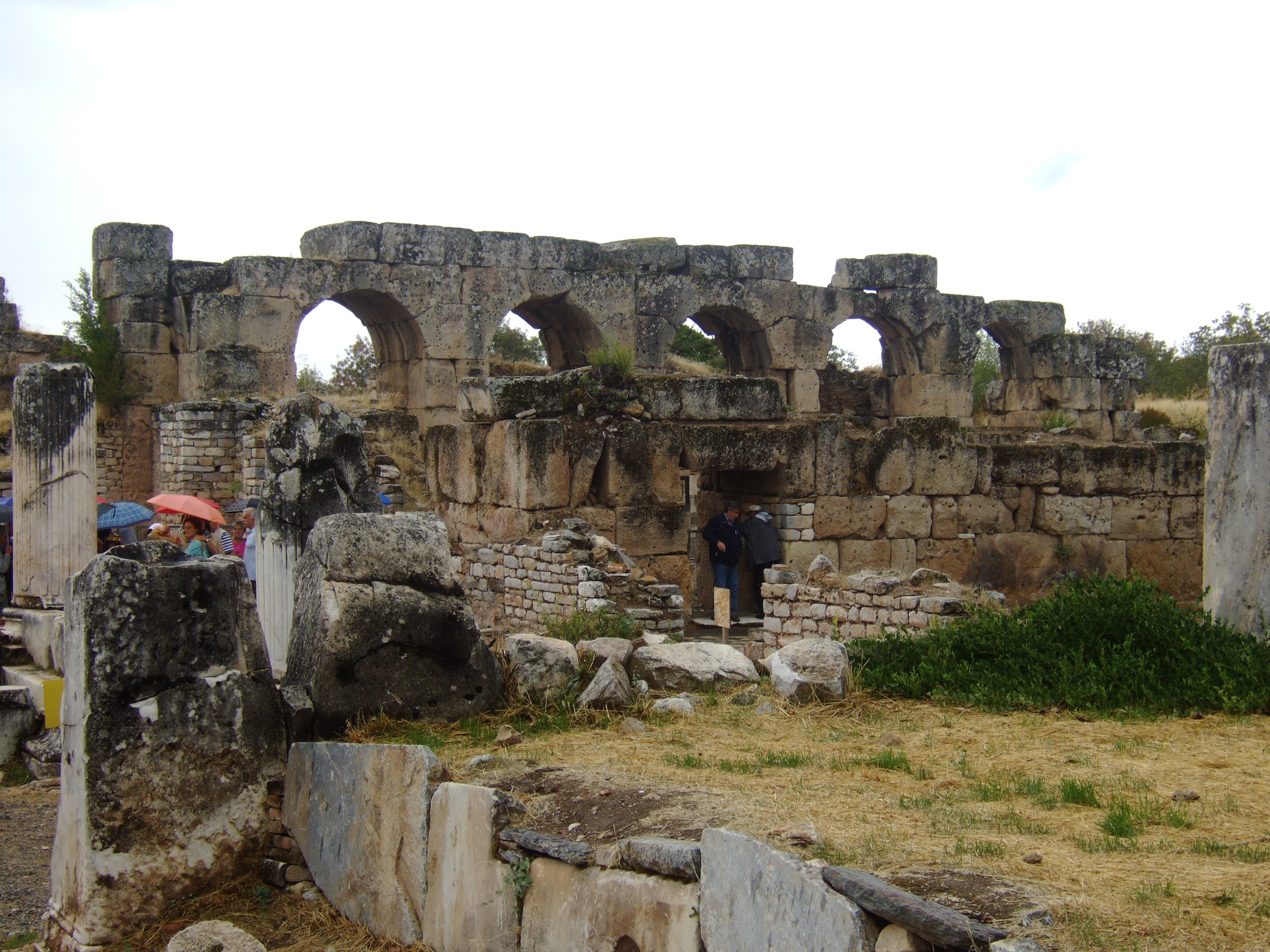
Bad

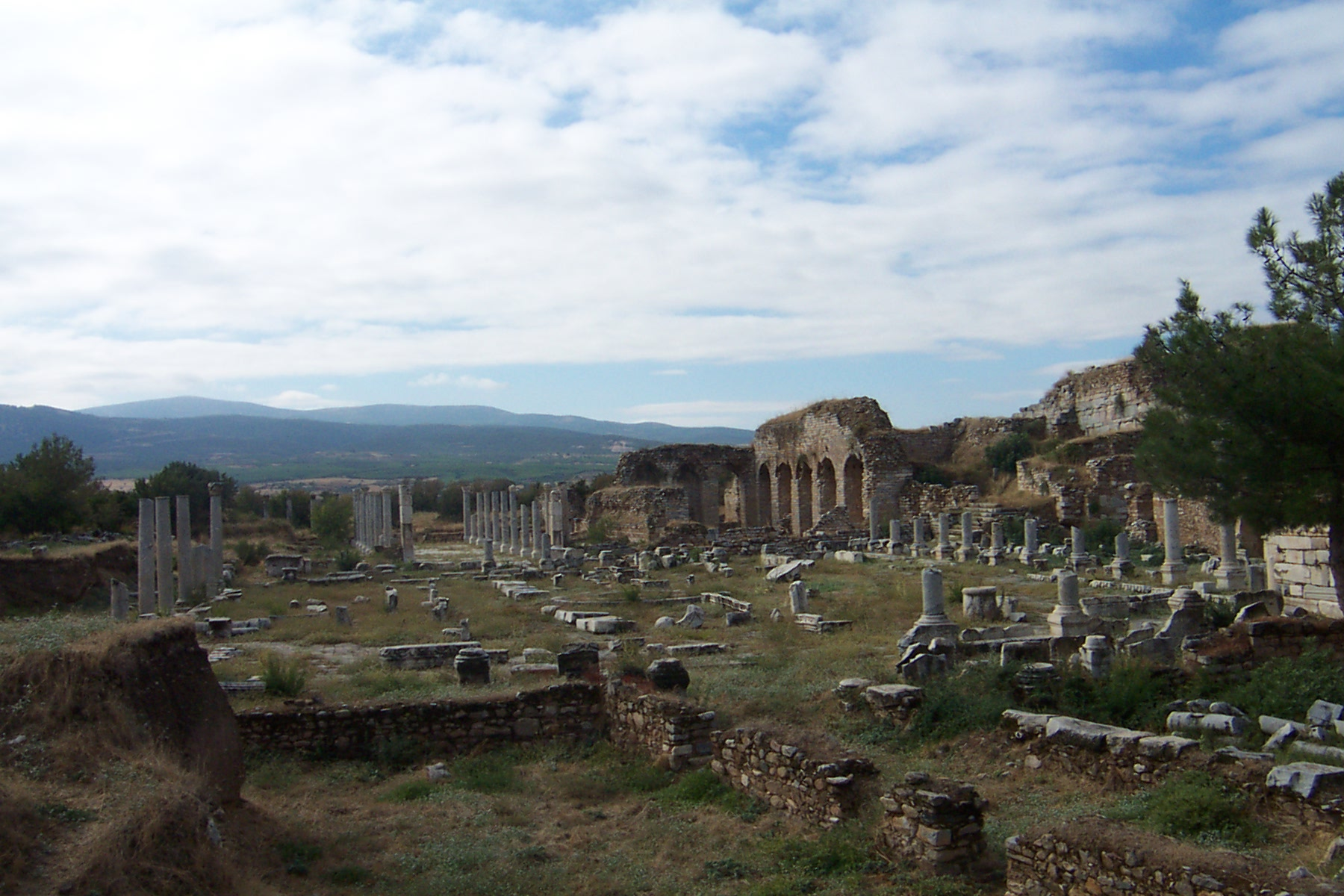
Agora

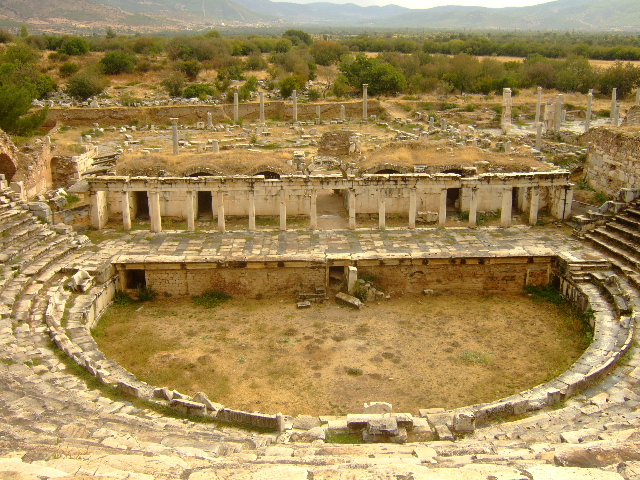
Theater

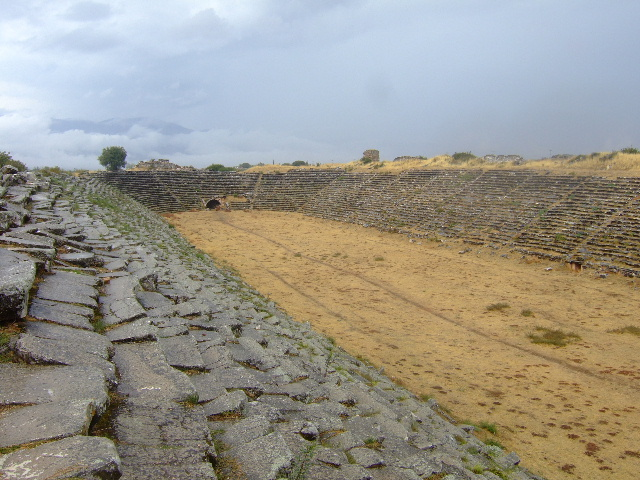
Stadion

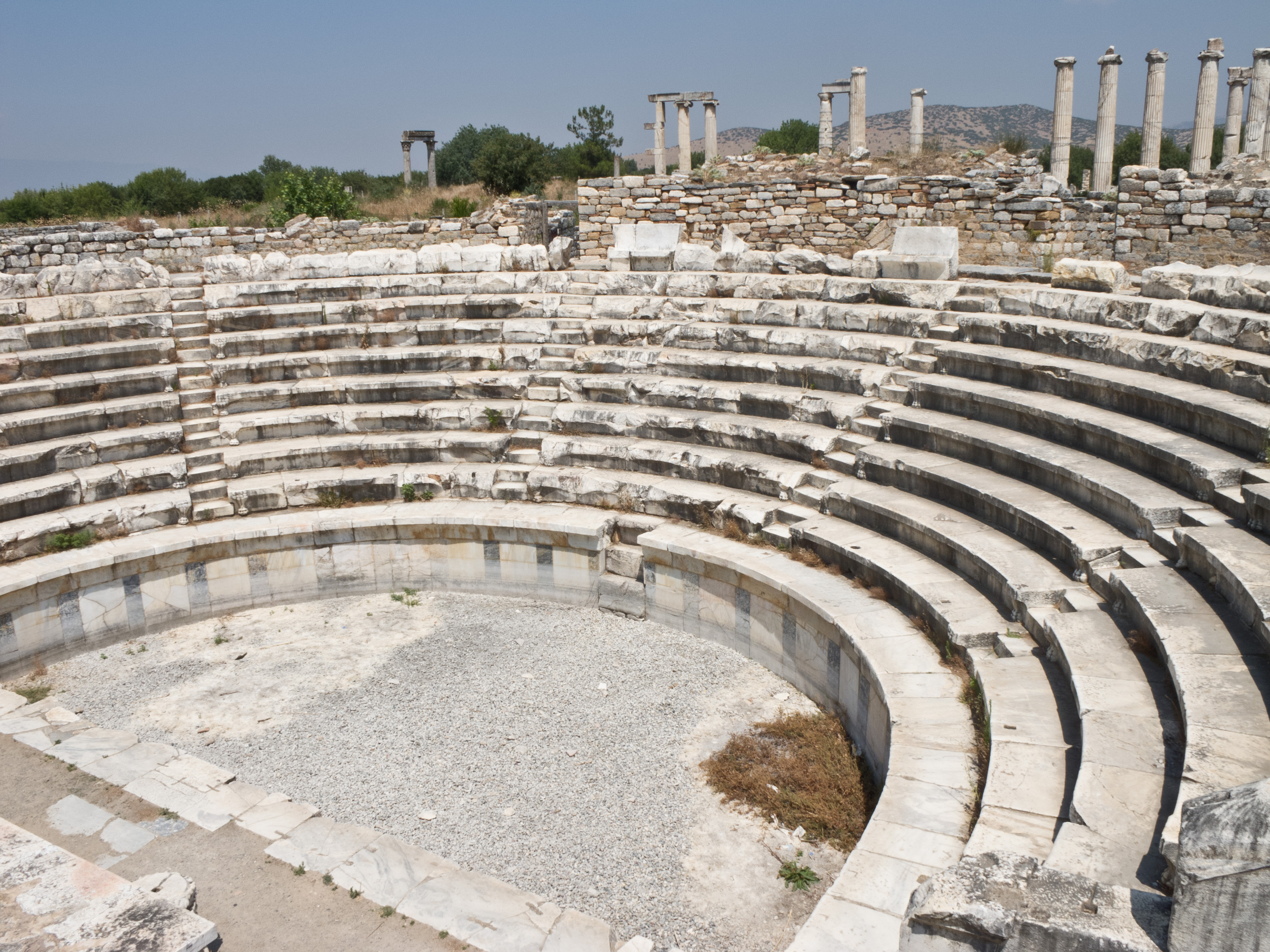
Odeon

Aphrodisias (altgriechisch Ἀφροδισιάς) war eine antike Stadt in der Landschaft Karien im Südwesten der heutigen Türkei beim Dorf Geyre in der Provinz Aydın. Ihr Name leitet sich vom Aphrodite-Kult ab, der im zentralen Aphrodite-Tempel praktiziert wurde.

## Geschichte
Die Ursprünge der Siedlung lassen sich zwar bis in das 3. Jahrtausend v. Chr. zurückverfolgen, ihren Namen erhielt sie jedoch erst in hellenistischer Zeit, vermutlich im 3. Jahrhundert v. Chr. Frühere Namen waren Lelegonopolis, Megalopolis und Ninoe. Im Hellenismus ging Aphrodisias auch eine Verbindung (Sympolitie) mit dem benachbarten Plarasa ein. Dies geschah dadurch, dass man gemeinsame Münzen prägte. Bedeutung erlangte Aphrodisias aber erst im 1. Jahrhundert v. Chr. durch ein Nahverhältnis zu Rom: Während des Krieges gegen Mithridates VI. hielt Aphrodisias zu den Römern und schickte sogar Hilfstruppen, als der römische Feldherr Quintus Oppius um 88 v. Chr. belagert wurde. Aus Dankbarkeit wurde Oppius Patron und Fürsprecher der Stadt in Rom. Während der römischen Bürgerkriege nach dem Tod Gaius Iulius Caesars konnte die Stadt ein gutes Verhältnis zu den Machthabern bewahren, da sie sich langfristig für die richtige Seite entschied: Nachdem die Truppen des Quintus Labienus die Stadt 40 oder 39 gewaltsam erobert hatten, sicherten die drei Triumvirn Marcus Antonius, Octavian und Lepidus ihr nach ihrem Sieg aus Dankbarkeit in einem inschriftlich überlieferten Dekret 39 v. Chr. Freiheit (von der römischen Provinzverwaltung), Immunität von römischen Steuern und das Asylrecht zu und ließen dies durch einen Beschluss von Senat und Volk bestätigen. Die Privilegien wurden immer wieder bestätigt, zuletzt 243 n. Chr. durch Kaiser Gordian III. Weitere Inschriften, etwa das 39 v. Chr. geschaffene Senatus consultum de Aphrodisiendibus, geben Aufschlüsse über das Verhältnis von Aphrodisias zu Rom (Lit.: Reynolds).
Begünstigt durch die nahe gelegenen Steinbrüche, erblühte eine umfangreiche Marmor-Industrie und eine berühmte Bildhauer-Schule; Aphrodisias war aber auch bekannt für feine Textil-Produkte (Wolle und Baumwolle). Die Stadt wurde, beginnend in augusteischer Zeit, in den ersten beiden Jahrhunderten n. Chr. wie viele kleinasiatische Städte mit zahlreichen öffentlichen Bauten versehen. Im späten 3. Jahrhundert wurde sie Hauptstadt der neu eingerichteten Provinz Caria.
Der Sieg des Christentums führte in der Spätantike zu einer Ächtung des Aphrodite-Kults. In spätantik-frühbyzantinischer Zeit wurde die Stadt in Stauropolis („Stadt des Kreuzes“) umbenannt, jedoch setzte sich der Name Caria durch, aus dem schließlich der türkische Name Geyre wurde. Zwischen dem 7. und 13. Jahrhundert bewirkten Kriege und Erdbeben den weiteren Niedergang der Stadt. Seit dem 15. Jahrhundert wurde das Dorf Geyre wieder neu besiedelt.

## Grabungsgeschichte
Erste Ausgrabungen fanden 1904–05 durch den französischen Eisenbahningenieur Paul Gaudin statt. Seit 1962 gräbt ein Team vom Institute of Fine Arts der New York University hier aus, zunächst unter der Leitung von Kenan Erim, seit 1991 unter R. R. R. Smith (University of Oxford).

## Sehenswürdigkeiten

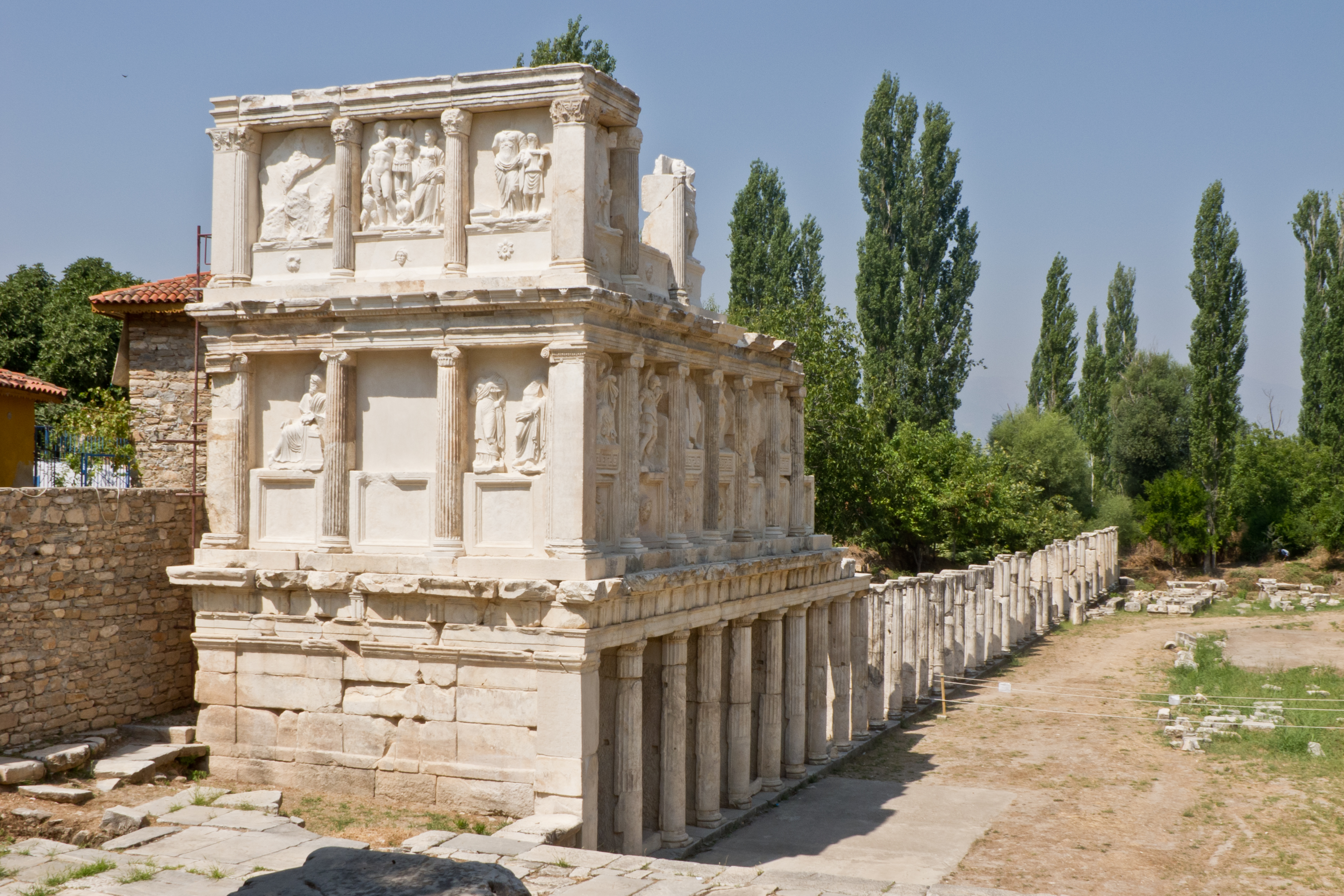
Sebasteion

Zahlreiche und gut erhaltene Ruinen machen Aphrodisias zu einer der bedeutendsten archäologischen Stätten des östlichen Mittelmeerraums aus griechisch-römischer Zeit.
Die Überreste des heute noch sichtbaren Aphrodite-Tempels gehen auf das 1. Jahrhundert v. Chr. zurück (wobei schon früher ein Aphrodite-Tempel bestand). Unter Augustus und Hadrian wurde der Tempel weiter aus- und umgebaut. Im 5. Jahrhundert wurde er in eine Kirche umgewandelt.
Weitere Sehenswürdigkeiten von Aphrodisias sind das Tetrapylon, das Odeon bzw. der Bischofs-Palast, die Agora, das Theater, die Bäder des Hadrian, das Sebasteion (das auf einen Kaiserkult hinweist) und das Stadion.

## Museum
Das örtliche Museum enthält eine reiche Sammlung antiker Statuen aus der Stadt. Besonders sehenswert sind die Reliefs des Sebasteions, des Aphroditetempels und die Reiterstatued des Troilos, dessen ursprünglicher Platz in der Marktbasilika war

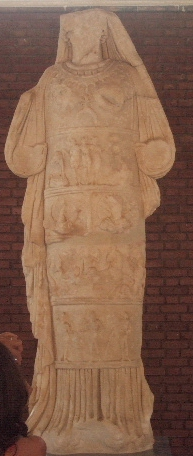
Aphrodite von Aphrodisias
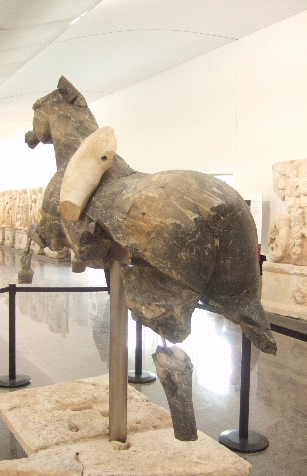
Reiterstatue des Troilos

### Reliefs des Sebasteions (kleine Auswahl)

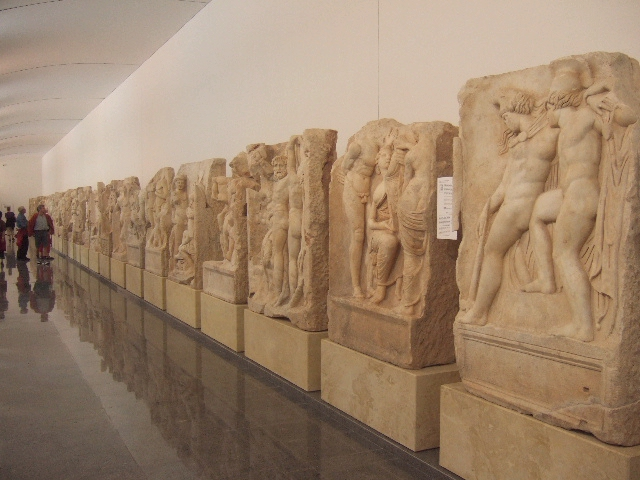
Reliefs des Sebasteions
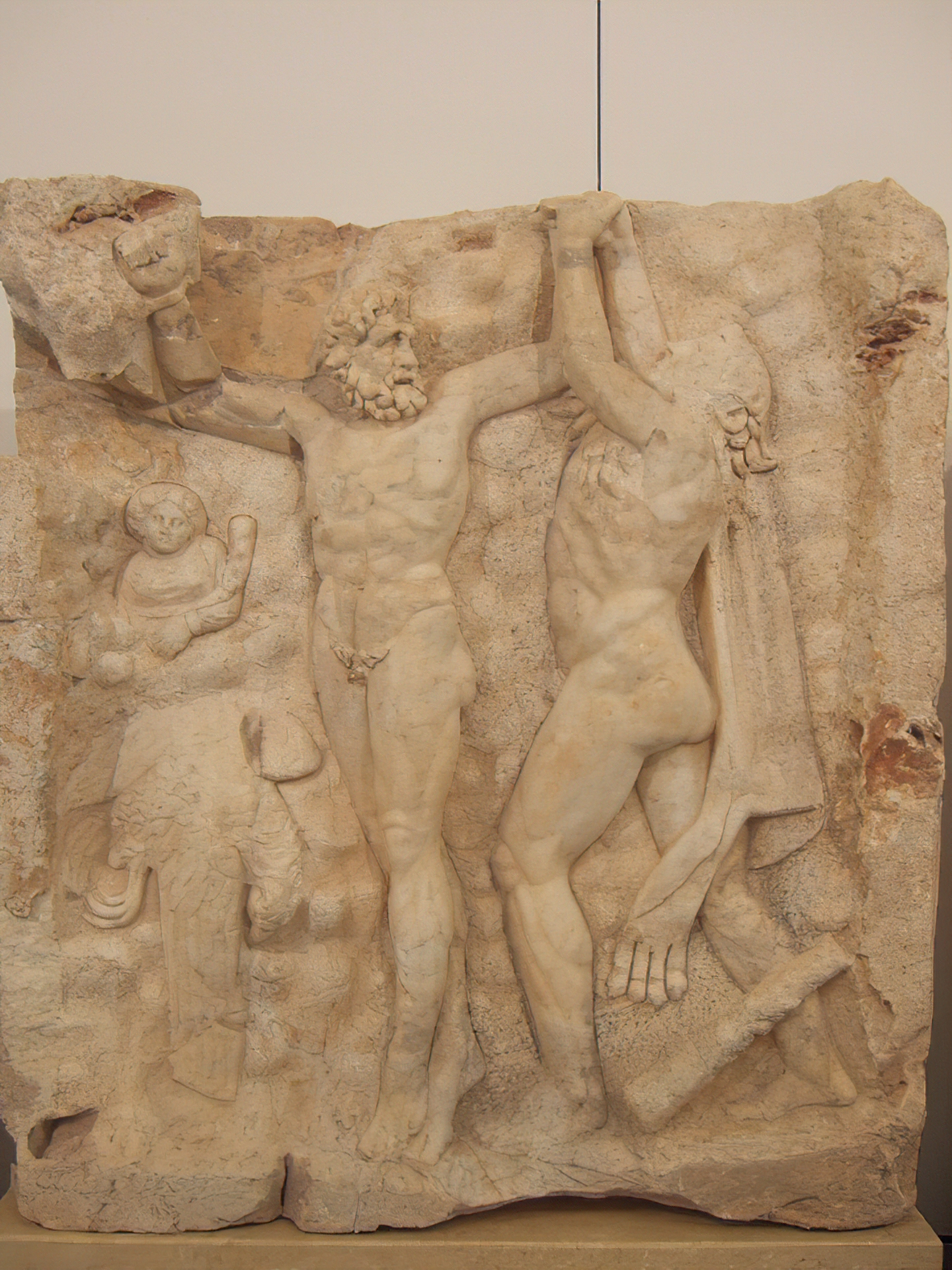
Herakles befreit Prometheus
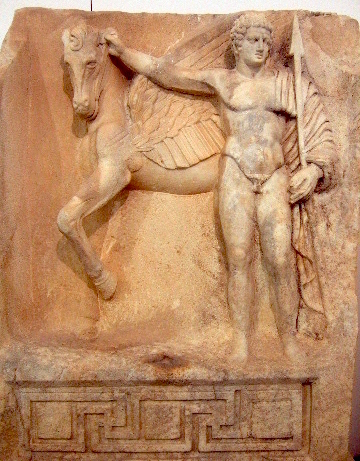
Bellerophon und Pegasus
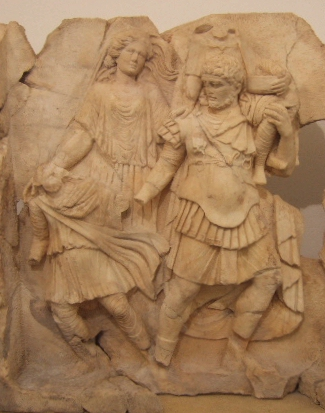
Aeneas Flucht aus Troja
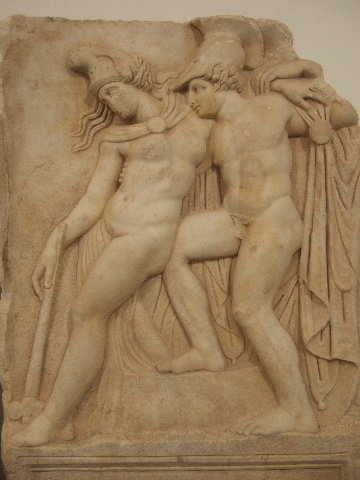
Penthesilea und Achilleus
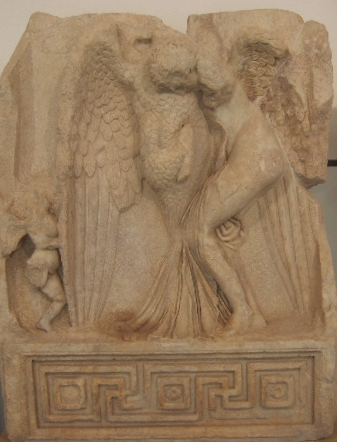
Leda und der Schwan
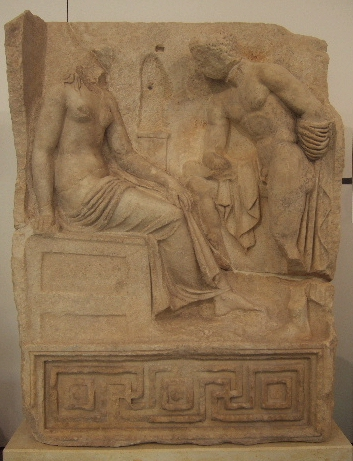
Io und Argos
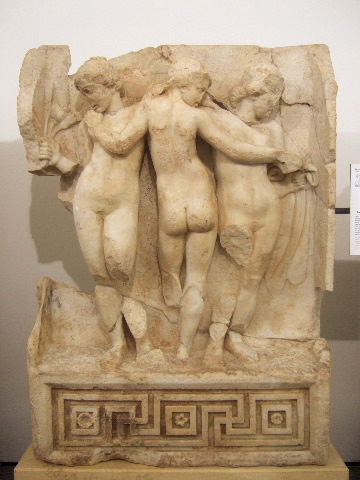
Die drei Chariten